# Tota Venkova
Tota Venkova Чехларова, född 1855, död 1921, var den första diplomerade kvinnliga läkaren i Bulgarien. Hon fick stipendium från bulgariska Undervisningsministeriet (Министерство на Просвещението, bulgariska) och studerade medicin i St. Petersburg 1878-1886. Vid sin återkomst till Bulgarien blev hon den första kvinnliga läkare verksam i Bulgarien. Hon var även känd för sin filantropiska arbete. 